# Paul Verhaegh
Paul Johannes Gerardus Verhaegh (* 1. September 1983 in Sevenum, heute zu Horst aan de Maas, Niederlande) ist ein ehemaliger niederländischer Fußballspieler. Mit der A-Nationalmannschaft schloss er die Weltmeisterschaft 2014 als Drittplatzierter ab. Auf Vereinsebene spielte Verhaegh unter anderem in der Bundesliga für den FC Augsburg sowie für den VfL Wolfsburg. Seine Karriere ließ er von 2019 bis 2020 beim FC Twente ausklingen.

## Karriere

### Im Verein
Verhaegh wuchs in Kronenberg in Nachbarschaft zu Venlo auf und begann mit fünf Jahren bei der VVV-Venlo mit dem Fußballspielen. Er wechselte 1998 in die Jugendabteilung der PSV Eindhoven, bei der er 2002/03 in der zweiten Mannschaft stand. Um ihm Spielpraxis zu geben, lieh die PSV ihn zum Zweitligaaufsteiger AGOVV Apeldoorn aus, bei dem er unter dem ehemaligen Nationalspieler Jurrie Koolhof trainierte. Nach einer Spielzeit als Stammspieler beim AGOVV lief das Leihgeschäft aus; Verhaegh wechselte ablösefrei zum FC Den Bosch. Dieser stand für die Saison 2004/05 als Aufsteiger der Eredivisie fest. Auch dort setzte er sich durch, stieg aber mit der Mannschaft wieder ab. Im Folgejahr wurde der siebte Platz in der Eerste Divisie erreicht. Im Sommer 2006 unterzeichnete er einen Vertrag bei Vitesse Arnheim. 
Für die Saison 2010/11 wurde Verhaegh vom deutschen Zweitligisten FC Augsburg verpflichtet. 2011 stieg Verhaegh als Mannschaftskapitän mit dem FC Augsburg in die Bundesliga auf. In der Spielzeit 2014/15 belegte er mit dem FC Augsburg den fünften Tabellenplatz und qualifizierte sich für die Teilnahme an der Europa League. Am 11. Dezember 2015 erzielte er beim 3:1-Sieg im letzten Gruppenspiel gegen Partizan Belgrad mit dem Treffer zum 2:1 sein erstes Tor in einem Europapokalwettbewerb. Die Mannschaft qualifizierte sich für das Sechzehntelfinale, in dem sie gegen den FC Liverpool ausschied. Am 5. August 2017 wurde sein Vertrag beim FC Augsburg aufgelöst.
Zwei Tage später wechselte Verhaegh zum Ligakonkurrenten VfL Wolfsburg und unterschrieb einen bis zum 30. Juni 2019 laufenden Vertrag. Unter den Trainern Andries Jonker, Martin Schmidt und Bruno Labbadia zählte er zum Stammpersonal und absolvierte 31 Ligaspiele, in denen er zwei Tore erzielte. In der Relegation gegen Holstein Kiel, in der der VfL Wolfsburg die Klasse sicherte, kam Verhaegh verletzungsbedingt nicht zum Einsatz. In der Saison 2018/19 war er hinter William lediglich Reservist und wurde von Labbadia nur zwei Mal in der Liga eingesetzt. Aufgrund eines internen Vorfalls stand Verhaegh nicht im Kader für das Bundesligaspiel gegen Eintracht Frankfurt am 30. Spieltag. Anschließend einigte er sich mit dem Verein auf eine Freistellung bis zu seinem Vertragsende am Saisonende.
Zur Saison 2019/20 kehrte Verhaegh in seine Heimat zurück und schloss sich dem Erstliga-Aufsteiger FC Twente Enschede an, bei dem er einen Einjahresvertrag erhielt. Bis zum Abbruch der Saison, die der Corona-Krise geschuldet war, kam der gebürtige Limburger zu lediglich sieben Einsätzen. Am 3. Juni 2020 verkündete er das Ende seiner aktiven Karriere.

### Nationalmannschaft
Zur U-21-EM 2006 und 2007 wurde Verhaegh in den Kader der niederländischen Auswahl berufen. Beide Male gewann die Mannschaft den Titel. 2006 setzte man sich mit 3:0 gegen die Ukraine durch, wobei man ein Jahr später mit 4:1 gegen die Auswahl Serbiens triumphierte. Im 2007er-Turnier war Verhaegh ältester Spieler im Aufgebot der Jong Oranje. Nachdem bei der EM 2006 die ersten beiden Vorrundenspiele enttäuschend verlaufen waren, nahm Nationaltrainer Foppe de Haan Verhaegh für Dwight Tiendalli aus der Mannschaft. Im folgenden Jahr absolvierte Verhaegh kein Spiel.
2013 wurde er von Bondscoach Louis van Gaal gegen Portugal zum ersten Mal in die A-Nationalmannschaft der Niederlande berufen. Er absolvierte sein Debüt beim Freundschaftsspiel gegen Portugal am 14. August 2013. Er wurde in den Kader zur WM 2014 nominiert. Sein einziges Turnierspiel war die mit 2:1 gewonnene Achtelfinalbegegnung mit der Nationalmannschaft Mexikos am 29. Juni 2014. Am Ende des Turniers stand der dritte Platz, nachdem im kleinen Finale Gastgeber Brasilien geschlagen wurde.

## Erfolge
Vereine
- Aufstieg in die Bundesliga: 2011

Nationalmannschaft
- Dritter der Weltmeisterschaft 2014
- U21-Europameister 2006, 2007

## Sonstiges
Paul Verhaegh hat mit seiner Frau zwei Kinder, ein älteres Mädchen und einen Jungen.